# Czechczery
Czechczery (czekczery) – długie letnie spodnie z białego płótna, w wojsku polskim noszone od czasów Sejmu Czteroletniego.
Żołnierze I Rzeczypospolitej i Armii Księstwa Warszawskiego nosili czechczery długie, luźne, Wojsko Polskie Królestwa Kongresowego – obcisłe, wyłożone na trzewiki i  zapinane  do połowy łydki na guziki. Noszono je zarówno przy lejbiku, jak i przy kurtce służbowej.